# The Problem
The Problem – drugi studyjny album amerykańskiego producenta muzycznego Mathematicsa powiązanego z grupą Wu-Tang Clan wydany 28 czerwca 2005 roku nakładem wytwórni Nature Sounds. Płyta została w całości wyprodukowana przez Mathematicsa, a gościnnie pojawili się m.in. RZA, Inspectah Deck, Ghostface Killah, Method Man, U-God oraz Masta Killa.

## Lista utworów
1. "Intro"
2. "C What I C" (gośc. T-Slugz, Eyeslow)
3. "Strawberries & Cream" (gośc. Allah Real, Inspectah Deck, RZA, Ghostface Killah)
4. "Can I Rise" (gośc. Hot Flamez)
5. "John – 3:16" (gośc. Method Man, Panama P.I.)
6. "Winta Sno" (gośc. Eyeslow, L.S. i Ali Vegas)
7. "Two Shots Of Henny" (gośc. Buddah Bless, Angie Neil, Hot Flamez, Eyeslow, Panama P.I., Allah Real)
8. "Bullet Scar" (gośc. T-Slugz)
9. "Real Nillaz" (gośc. Ghostface Killah, Buddah Bles, Eyeslow, Raekwon)
10. "Coach Talk" (gośc. Bald Head)
11. "Rush" (gośc. Method Man, GZA)
12. "U.S.A." (gośc. Ghostface Killah, Masta Killa, Todd, Panama P.I., Eyeslow, Hot Flamez)
13. "Tommy" (gośc. Allah Real, Eyeslow, Angie Neil, Bald Head)
14. "Break That" (gośc. Ol’ Dirty Bastard, Masta Killa, U-God)
15. "Spot Lite" (gośc. Method Man, U-God, Inspectah Deck i Cappadonna)